# Consulenza ingegneristica
La consulenza ingegneristica è un servizio offerto da professionisti in ambito ingegneristico per fornire consulenza, supporto tecnico per singoli individui, aziende pubbliche e private in merito alla gestione dei processi, organizzazioni delle idee, progettazione, fabbricazione, manutenzione, stime o valutazioni, e marketing.
Alcuni ambiti in cui viene fatta la consulenza sono: ingegneria civile, strutturale, meccanica, elettrica, ambientale, chimica, industriale, elettronica, informatica.